# Lijst van nummer 1-hits in de Nederlandse Top 40 in 1979
Deze hits stonden in 1979 op nummer 1 in de Nederlandse Top 40.
| Nummer | Datum        | Artiest                                     | Titel                                 |
| ------ | ------------ | ------------------------------------------- | ------------------------------------- |
| 214    | 6 januari    | Meat Loaf                                   | Paradise by the Dashboard Light       |
|        | 13 januari   | Meat Loaf                                   | Paradise by the Dashboard Light       |
| 215    | 20 januari   | Village People                              | Y.M.C.A.                              |
|        | 27 januari   | Village People                              | Y.M.C.A.                              |
|        | 3 februari   | Village People                              | Y.M.C.A.                              |
| 216    | 10 februari  | Peter Tosh & Mick Jagger                    | (You Gotta Walk) Don't Look Back      |
|        | 17 februari  | Peter Tosh & Mick Jagger                    | (You Gotta Walk) Don't Look Back      |
|        | 24 februari  | Peter Tosh & Mick Jagger                    | (You Gotta Walk) Don't Look Back      |
| 217    | 3 maart      | ABBA                                        | Chiquitita                            |
| 218    | 10 maart     | The Pointer Sisters                         | Fire                                  |
|        | 17 maart     | The Pointer Sisters                         | Fire                                  |
|        | 24 maart     | The Pointer Sisters                         | Fire                                  |
|        | 31 maart     | The Pointer Sisters                         | Fire                                  |
| 219    | 7 april      | Racey                                       | Lay Your Love on Me                   |
|        | 14 april     | Racey                                       | Lay Your Love on Me                   |
| 220    | 21 april     | Village People                              | In the Navy                           |
| 221    | 28 april     | Boney M.                                    | Hooray! Hooray! It's a Holi-Holiday   |
|        | 5 mei        | Boney M.                                    | Hooray! Hooray! It's a Holi-Holiday   |
|        | 12 mei       | Boney M.                                    | Hooray! Hooray! It's a Holi-Holiday   |
| 222    | 19 mei       | Cheap Trick                                 | I Want You to Want Me                 |
|        | 26 mei       | Cheap Trick                                 | I Want You to Want Me                 |
| 223    | 2 juni       | Art Garfunkel                               | Bright Eyes                           |
|        | 9 juni       | Art Garfunkel                               | Bright Eyes                           |
|        | 16 juni      | Art Garfunkel                               | Bright Eyes                           |
|        | 23 juni      | Art Garfunkel                               | Bright Eyes                           |
|        | 30 juni      | Art Garfunkel                               | Bright Eyes                           |
| 224    | 7 juli       | Peaches & Herb                              | Reunited                              |
| 225    | 14 juli      | The Shadows                                 | Theme from The Deer Hunter (Cavatina) |
|        | 21 juli      | The Shadows                                 | Theme from The Deer Hunter (Cavatina) |
|        | 28 juli      | The Shadows                                 | Theme from The Deer Hunter (Cavatina) |
| 226    | 4 augustus   | Kiss                                        | I Was Made for Lovin' You             |
|        | 11 augustus  | Kiss                                        | I Was Made for Lovin' You             |
|        | 18 augustus  | Kiss                                        | I Was Made for Lovin' You             |
|        | 25 augustus  | Kiss                                        | I Was Made for Lovin' You             |
| 227    | 1 september  | Julio Iglesias                              | Quiéreme mucho                        |
|        | 8 september  | Julio Iglesias                              | Quiéreme mucho                        |
|        | 15 september | Julio Iglesias                              | Quiéreme mucho                        |
|        | 22 september | Julio Iglesias                              | Quiéreme mucho                        |
|        | 29 september | Julio Iglesias                              | Quiéreme mucho                        |
| 228    | 6 oktober    | The Wiz Stars, Diana Ross & Michael Jackson | A Brand New Day                       |
|        | 13 oktober   | The Wiz Stars, Diana Ross & Michael Jackson | A Brand New Day                       |
|        | 20 oktober   | The Wiz Stars, Diana Ross & Michael Jackson | A Brand New Day                       |
|        | 27 oktober   | The Wiz Stars, Diana Ross & Michael Jackson | A Brand New Day                       |
| 229    | 3 november   | Ellen Foley                                 | We Belong to the Night                |
|        | 10 november  | Ellen Foley                                 | We Belong to the Night                |
|        | 17 november  | Ellen Foley                                 | We Belong to the Night                |
| 230    | 24 november  | Queen                                       | Crazy Little Thing Called Love        |
|        | 1 december   | Queen                                       | Crazy Little Thing Called Love        |
|        | 8 december   | Queen                                       | Crazy Little Thing Called Love        |
| 231    | 15 december  | Earth & Fire                                | Weekend                               |
|        | 22 december  | Earth & Fire                                | Weekend                               |
|        | 29 december  | Geen Top 40 verschenen                      | Geen Top 40 verschenen                |